# Bactris longiseta
Bactris longiseta är en enhjärtbladig växtart som beskrevs av Hermann Wendland och Karl Ewald Maximilian Burret. Bactris longiseta ingår i släktet Bactris och familjen Arecaceae. IUCN kategoriserar arten globalt som sårbar.
Artens utbredningsområde är Costa Rica. Inga underarter finns listade i Catalogue of Life.